# Al-Minya
Pour l’article homonyme, voir Gouvernorat de Minya.
Al-Minya est la capitale de la Moyenne-Égypte à environ 245 km au sud du Caire. Quelques kilomètres plus au sud, on trouve les sites de Beni Hassan, Antinoupolis et Amarna (Akhetaton) sur la rive droite du Nil, ainsi que Tounah el-Gebel et Hermopolis Magna sur la rive gauche.

## Événements récents
Dans les années 1970, le codex Tchacos dont une partie forme l'Évangile de Judas aurait été découvert non loin d'Al-Minya.
Depuis 2023, un musée égyptologique dédié à Aton et Akhenaton est ouvert dans la ville.

## Personnalités liées à la ville
- Taha Hussein
- Suzanne Moubarak
- Hoda Shaarawi (en)
- Ramsès Younane, peintre égyptien né à Al-Minya
- Antonios Naguib (1935-2022), cardinal de l'Église catholique
- Mahmoud Abouel Leil (en)
- Ammar El Sherei (en)
- Mervat Amin
- Rafik Habib (en)
- Safaa Fathy
- Michel Butor y a enseigné le français au lycée en 1950
- Rami Malek, oscar du meilleur acteur 2019